# Anton Kartachev
Anton Vladimirovitch Kartachev (en russe : Антон Владимирович Карташёв ; 11 juillet 1875 à Kychtym - 10 septembre 1960 à Menton) est le dernier haut-procureur du Saint-Synode et ministre des affaires religieuses du gouvernement provisoire, théologien libéral et historien de l'Église orthodoxe russe. En tant que haut-procureur, il prépara la dissolution d'une organisation de l'Église dirigée par un haut-procureur, et transféré l'autorité ecclésiastique vers un sobor local.

## Biographie
Il est né dans un milieu de mineurs de l'Oural. Il est diplômé du séminaire de Perm (1894) puis de l'Académie théologique de Saint-Pétersbourg (1899). À Saint-Pétersbourg, il enseigne à l'Acédémie théologique l'histoire de l'Église russe (1900 - 1905). Plus tard, il enseigne à Saint-Pétersbourg au cours supérieur pour les femmes (1906 - 1918).
Il participe activement aux réunions des cercles philosophico-religieux de Saint-Pétersbourg en 1901-1903. Il compte parmi ses amis intimes Zinaïda Hippius, Dimitri Merejkovski, Mariette Chaguinian, ou Dimitri Philosophoff.
Il prend une part active à la revue « Nouveau chemin » de Zinaïda Hippius et Dimitri Merejkovski, publiant sous le pseudonyme de T. Romanski.
Il travaille comme rédacteur en chef et éditeur du journal « Messager de la Vie » (russe : Вестник Жизни). Il a été président de la Société de philosophie religieuse de Saint-Pétersbourg (1909-1917).

## Haut-Procureur
En 1912, Kartachev se rapproche des milieux politiques et maçonniques. En février 1917, il rejoint le Parti constitutionnel démocratique, devient membre de son Comité central et un leader de son aile droite. En mars 1917, il est nommé adjoint du haut-procureur du Saint-Synode, puis haut-procureur le 25 juillet.
Il est arrêté avec d'autres ministres du gouvernement provisoire au cours des événements d'octobre, dans la nuit du 25 au 26 octobre 1917 et emprisonné dans la forteresse Pierre et Paul jusqu'au début de février 1918, où il est libéré sous serment de ne pas s'attaquer au gouvernement soviétique.

## Immigration
Il émigre en Estonie et quitte l'URSS en janvier 1919. Il est alors l'une des figures de proue de l'émigration blanche : il occupe le poste de président du comité national russe de Finlande, puis de Paris et membre de l'Assemblée diocésaine et du conseil diocésain de l'Exarchat russe œcuménique, membre de l'Action chrétienne des étudiants russes. Avec Sergueï Melgounov, il est l'un des rédacteurs de l'hebdomadaire Paris, « Combat pour la Russie » (russe : Борьба за Россию).
Il est membre fondateur et professeur de l'Institut de théologie orthodoxe Saint-Serge de Paris (1925-1960).
Parmi ses disciples et élèves, on compte Pierre Kovalevsky, Jean Meyendorff, Alexandre Schmemann.
Il fut inhumé au cimetière russe de Sainte-Geneviève-des-Bois.

## Œuvres d'historien
Ses principaux ouvrages sont :
- Kratki istoriko-krititcheski otcherk sistematitcheskoï obrabotki rousskoï tserkovnoï istori (Краткий историко-критический очерк систематической обработки русской церковной истории, "Brève esquisse historico-critique sur un traitement systématique de l'histoire de l’Église russe"), Saint-Pétersbourg, 1903
- Rousskaïa tserkov b 1904 g. (Русская церковь в 1904 г., "L’Église russe en 1904"), Saint-Pétersbourg, 1905
- Otcherki po istori Rousskoï Tserkvi (Очерки по истории Русской Церкви, "Essais sur l'histoire de l’Église russe"), Paris, 1959.
- Certains articles rares ont été publiés dans la publication Tserkov. Istoria. Rossia (Церковь. История. Россия, « L'Église. L'histoire. La Russie »), Moscou, 1996.